# Helcogramma fuscopinna
Helcogramma fuscopinna är en fiskart som beskrevs av Holleman 1982. Helcogramma fuscopinna ingår i släktet Helcogramma och familjen Tripterygiidae. Inga underarter finns listade i Catalogue of Life.